# Bibel-Teilen
Das Bibel-Teilen, auch Lumko-Methode oder „Sieben-Schritte-Methode“, ist eine Methode für das gemeinsame Lesen der Bibel, die für den Gläubigen einen persönlichen Zugang zur „Botschaft Gottes“ in der Bibel ermöglichen soll. Ziel ist damit die spirituelle Auseinandersetzung mit der Schrift, nicht in erster Linie die wissenschaftliche Exegese. Am südafrikanischen Lumko-Pastoralinstitut wurde es in den 1970er-Jahren insbesondere von Oswald Hirmer und Fritz Lobinger weiterentwickelt und hat seitdem Verbreitung in vielen Ländern auf der ganzen Welt gefunden.

## Hintergrund
Das gemeinsame Bibel-Lesen hat eine lange Tradition und kann auf vielerlei Weisen erfolgen. Die bekannteste Methode des Bibel-Teilens ist die „Sieben-Schritte-Methode“, die am Lumko-Pastoralinstitut der Südafrikanischen Bischofskonferenz (SACBC) entwickelt wurde. Sie ist für kleine Gruppen von idealerweise vier bis acht Personen gedacht, für die keine theologische Bildung oder geschulte Leitung vorausgesetzt werden kann. Als Text, der jedem Teilnehmer vorliegen soll, dienen in der Regel Kapitel aus den Evangelien. Durch meditative Elemente, persönliche Reflexion, Austausch und Gebet soll es einen spirituellen Zugang zur Heiligen Schrift öffnen. Christen, für die die Bibel das Wort Gottes ist, sollen auf diese Art herausfinden können, was Gott und seine Botschaft für sie persönlich bedeuten. Die Teilnehmer der Gruppe sind aufgefordert ihre Gedanken und Eindrücke mitzuteilen und selbst den anderen zuzuhören, wovon sich die Bezeichnung Bibel-Teilen ableitet. Allerdings ist nicht vorgesehen, dass die Beiträge der anderen kommentiert oder kritisiert werden, sondern im nächsten Schritt im Gespräch gemeinsam nach der Bedeutung des Textes für die Gemeinschaft und den einzelnen gesucht werden. Die Methode soll nicht das Bibelstudium als kritische Auseinandersetzung ersetzen, sondern als ein zusätzlicher Weg verstanden werden.
Die südafrikanische Methode wurde in Deutschland vor allem auf Anregung des katholischen Missionswerkes missio verbreitet. Da sie keinerlei konfessionelle Voraussetzungen stellt, wird sie auch von ökumenischen Gruppen angewandt. Die Methode ist im Textteil der Ausgabe für die ELKB und Thüringen des Evangelischen Gesangbuchs abgedruckt.

## Methode der sieben Schritte
Fast allen Formen des Bibel-Lesens, die als Bibel-Teilen bezeichnet werden, ist gemein, dass sie diese Gliederung in sieben Schritte teilen. Bei Änderungen, die je nach Gruppe, Bibel-Text oder Absicht sinnvoll sind, finden sich grundsätzlich dieselben Schritte in angepasster Reihenfolge, Auswahl und Ausprägung.
1. Einladen/Sich öffnen – in einem Gebet oder Lied lädt die Gruppe den Herrn ein unter ihnen zu sein und öffnet sich für ihn
2. Lesen – ein Teilnehmer liest den Text laut vor
3. Verweilen/Vertiefen – jeder Teilnehmer kann einzelne Wörter oder kurze Satzabschnitte mehrmals kommentarlos laut aussprechen; anschließend wird der Text erneut vorgelesen
4. Schweigen – für einige Minuten in Stille überdenken die Teilnehmer erneut den Text und was er für sie und ihr Leben bedeutet
5. Mitteilen – jeder teilt den anderen seine Überlegungen mit
6. Austauschen – im Gespräch suchen die Teilnehmer nach der Bedeutung des Textes für die Gemeinschaft und für den einzelnen; neue Vorsätze zum Handeln können formuliert und ältere reflektiert werden
7. Beten – das Bibel-Teilen wird mit einem Gebet, Lied oder Segensspruch abgeschlossen

Einzelne Personen, die nach dieser Methode in der Bibel lesen wollen, können das Austauschen durch Merken ersetzen.